# Deutsche Sagen

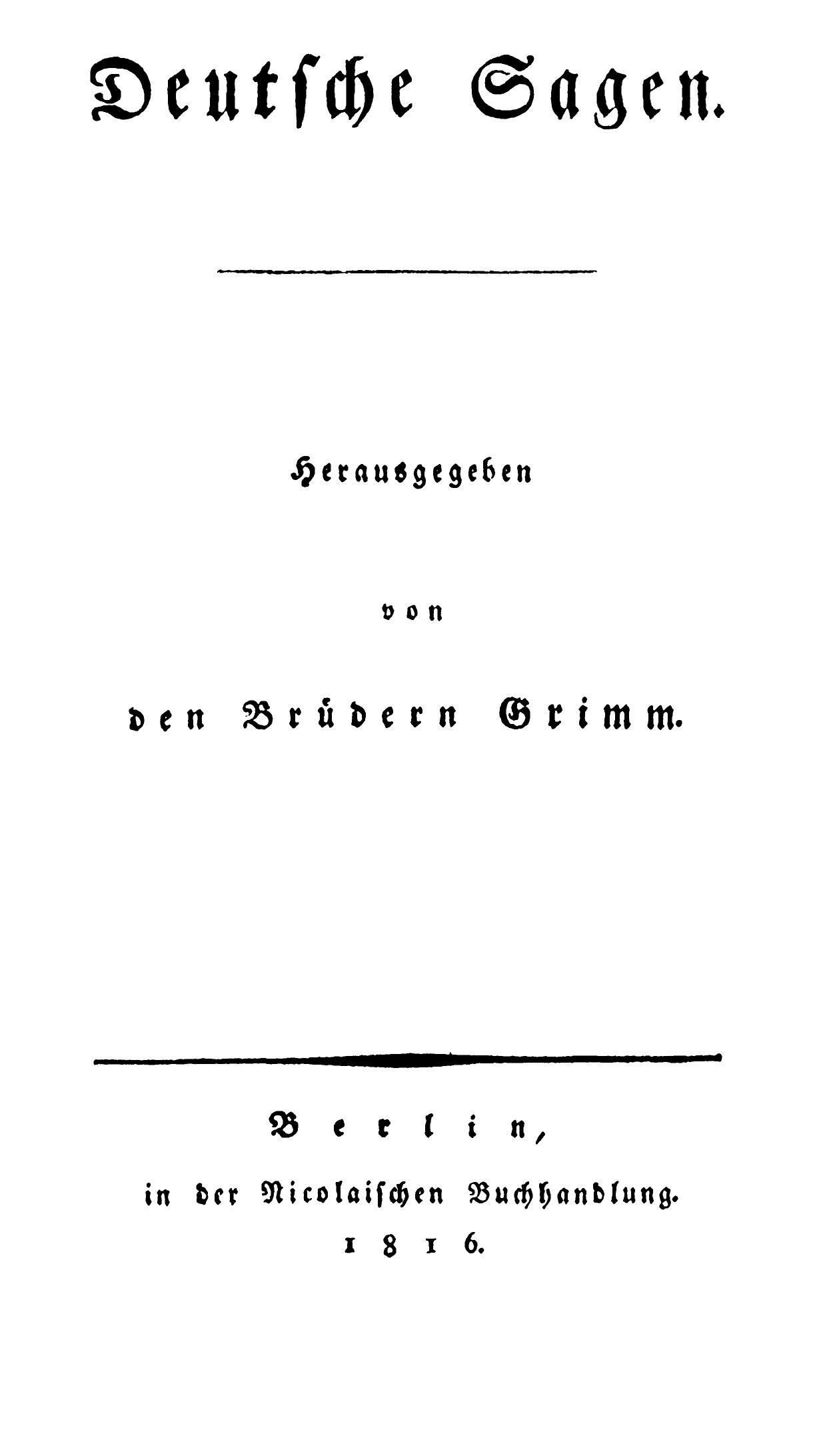
Titelseite Band I

Deutsche Sagen ist eine Zusammenstellung von Sagen, die Jacob und Wilhelm Grimm als Brüder Grimm von 1816 bis 1818 herausgaben. Das Werk umfasst insgesamt 585 Sagen aus dem deutschen Sprachraum.

## Auflagen
Die erste Auflage erschien in zwei Bänden in den Jahren 1816 und 1818 in der Nicolaischen Buchhandlung. Eine zweite Auflage erschien posthum im Jahr 1865. Die dritte Auflage von 1891 wurde von Herman Grimm, dem Sohn von Wilhelm Grimm, herausgegeben. Eine vierte Auflage folgte 1905 durch Reinhold Steig.

## Inhalt

### Band 1
- 1. Die drei Bergleute im Kuttenberg
- 2. Der Berggeist
- 3. Der Bergmönch im Harz
- 4. Frau Hollen Teich
- 5. Frau Holla zieht umher
- 6. Frau Hollen Bad
- 7. Frau Holla und der treue Eckart
- 8. Frau Holla und der Bauer
- 9. Die Springwurzel
- 10. Fräulein von Boyneburg
- 11. Der Pielberg
- 12. Die Schloßjungfrau
- 13. Die Schlangenjungfrau
- 14. Das schwere Kind
- 15. Der alte Weinkeller bei Salurn
- 16. Hünenspiel
- 17. Das Riesenspielzeug
- 18. Riese Einheer
- 19. Riesensäulen
- 20. Der Köterberg
- 21. Geroldseck
- 22. Kaiser Karl zu Nürnberg
- 23. Friedrich Rotbart auf dem Kyffhäuser
- 24. Der Birnbaum auf dem Walserfeld
- 25. Der verzauberte König zu Schildheiß
- 26. Kaiser Karl des Großen Auszug
- 27. Der Untersberg
- 28. Kaiser Karl im Untersberg
- 29. Der Scherfenberger und der Zwerg
- 30. Das stille Volk zu Plesse
- 31. Des kleinen Volks Hochzeitfest
- 32. Steinverwandelte Zwerge
- 33. Zwergberge
- 34. Zwerge leihen Brot
- 35. Der Graf von Hoia
- 36. Zwerge ausgetrieben
- 37. Die Wichtlein
- 38. Beschwörung der Bergmännlein
- 39. Das Bergmännlein beim Tanz
- 40. Das Kellermännlein
- 41. Die Ahnfrau, von Rantzau
- 42. Herrmann von Rosenberg
- 43. Die Osenberger Zwerge
- 44. Das Erdmännlein und der Schäferjung
- 45. Der einkehrende Zwerg
- 46. Zeitelmoos
- 47. Das Moosweibchen
- 48. Der wilde Jäger jagt die Moosleute
- 49. Der Wassermann
- 50. Die wilden Frauen im Untersberge
- 51. Tanz mit dem Wassermann
- 52. Der Wassermann und der Bauer
- 53. Der Wassermann an der Fleischerbank
- 54. Der Schwimmer
- 55. Bruder Nickel
- 56. Nixenbrunnen
- 57. Magdeburger Nixen
- 58. Der Döngessee
- 59. Mummelsee
- 60. Die Elbjungfer und das Saalweiblein
- 61. Wasserrecht
- 62. Das ertrunkene Kind
- 63. Schlitzöhrchen
- 64. Die Wassernixe und der Mühlknappe
- 65. Vor den Nixen hilft Dosten und Dorant
- 66. Des Nixes Beine
- 67. Die Magd bei dem Nix
- 68. Die Frau von Alvensleben
- 69. Die Frau von Hahn und der Nix
- 70. Frau von Bonikau[2]
- 71. Das Streichmaß, der Ring und der Becher
- 72. Der Kobold
- 73. Der Bauer mit seinem Kobold
- 74. Der Kobold in der Mühle
- 75. Hütchen
- 76. Hinzelmann
- 77. Klopfer
- 78. Stiefel
- 79. Ekerken
- 80. Nachtgeist zu Kendenich
- 81. Der Alp
- 82. Der Wechselbalg
- 83. Die Wechselbälge im Wasser
- 84. Der Alraun
- 85. Spiritus familiaris
- 86. Das Vogelnest
- 87. Der Brutpfennig
- 88. Wechselkind mit Ruten gestrichen
- 89. Das Schauen auf die Kinder
- 90. Die Roggenmuhme
- 91. Die zwei unterirdischen Weiber
- 92. König Grünewald
- 93. Blümlisalp
- 94. Die Lilie
- 95. Johann von Passau
- 96. Das Hündlein von Bretta
- 97. Das Dorf am Meer
- 98. Die verschütteten Silbergruben
- 99. Die Fundgrübner
- 100. Ein gespenstiger Reiter
- 101. Der falsche Eid
- 102. Zwölf ungerechte Richter
- 103. Die heiligen Quellen
- 104. Der quillende Brunnen
- 105. Hungerquelle
- 106. Der Liebenbach
- 107. Der Helfenstein
- 108. Die Wiege aus dem Bäumchen
- 109. Hessental
- 110. Reinstein
- 111. Der stillstehende Fluß
- 112. Arendsee
- 113. Der Ochsenberg
- 114. Die Moorjungfern
- 115. Andreasnacht
- 116. Der Liebhaber zum Essen eingeladen
- 117. Die Christnacht
- 118. Das Hemdabwerfen
- 119. Kristallschauen
- 120. Zauberkräuter kochen
- 121. Der Salzknecht in Pommern
- 122. Jungfer Eli
- 123. Die weiße Frau
- 124. Taube zeigt einen Schatz
- 125. Taube hält den Feind ab
- 126. Der Glockenguß zu Breslau
- 127. Der Glockenguß zu Attendorn
- 128. Die Müllerin
- 129. Johann Hübner
- 130. Eppela Gaila
- 131. Der Blumenstein
- 132. Seeburger See
- 133. Der Burgsee und Burgwall
- 134. Der heilige Niklas und der Dieb
- 135. Riesensteine
- 136. Spuren im Stein
- 137. Der Riesenfinger
- 138. Riesen aus dem Untersberge
- 139. Der Jettenbühel zu Heidelberg
- 140. Riese Haym
- 141. Die tropfende Rippe
- 142. Jungfrausprung
- 143. Der Stierenbach
- 144. Die Männer im Zottenberg
- 145. Verkündigung des Verderbens
- 146. Das Männlein auf dem Rücken
- 147. Gottschee
- 148. Die Zwerge auf dem Baum
- 149. Die Zwerge auf dem Felsstein
- 150. Die Füße der Zwerge
- 151. Die wilden Geister
- 152. Die Heilingszwerge
- 153. Der Abzug des Zwergvolks über die Brücke
- 154. Der Zug der Zwerge über den Berg
- 155. Die Zwerge bei Dardesheim
- 156. Schmied Riechert
- 157. Grinkenschmidt
- 158. Die Hirtenjungen
- 159. Die Nußkerne
- 160. Der Soester Schatz
- 161. Das quellende Silber
- 162. Goldsand auf dem Untersberg
- 163. Goldkohlen
- 164. Der Brunnen zu Steinau
- 165. Die fünf Kreuze
- 166. Der Schwerttanz zu Weißenstein
- 167. Der Steintisch zu Bingenheim
- 168. Der lange Mann in der Mordgasse zu Hof
- 169. Krieg und Frieden
- 170. Rodensteins Auszug
- 171. Der Tannhäuser
- 172. Der wilde Jäger Hackelberg
- 173. Der wilde Jäger und der Schneider
- 174. Der Höselberg
- 175. Des Rechenbergers Knecht
- 176. Geisterkirche
- 177. Geistermahl
- 178. Der Dachdecker
- 179. Die Spinnerin am Kreuz
- 180. Buttermilchturm
- 181. Der heilige Winfried
- 182. Der Hülfenberg
- 183. Das Teufelsloch zu Goslar
- 184. Die Teufelsmühle
- 185. Der Herrgottstritt
- 186. Die Sachsenhäuser Brücke zu Frankfurt
- 187. Der Wolf und der Tannenzapf
- 188. Der Teufel von Ach
- 189. Die Teufelsmauer
- 190. Des Teufels Tanzplatz
- 191. Die Teufelskanzel
- 192. Das Teufelsohrkissen
- 193. Der Teufelsfelsen
- 194. Teufelsmauer
- 195. Teufelsgitter
- 196. Teufelsmühle
- 197. Teufelskirche
- 198. Teufelsstein bei Reichenbach
- 199. Teufelsstein zu Köln
- 200. Süntelstein zu Osnabrück
- 201. Der Lügenstein
- 202. Die Felsenbrücke
- 203. Das Teufelsbad zu Dassel
- 204. Der Turm zu Schartfeld
- 205. Der Dom zu Köln
- 206. Des Teufels Hut
- 207. Des Teufels Brand
- 208. Die Teufelshufeisen
- 209. Der Teufel führt die Braut fort
- 210. Das Glücksrad
- 211. Der Teufel als Fürsprecher
- 212. Traum vom Schatz auf der Brücke
- 213. Der Kessel mit dem Schatz
- 214. Der Werwolf
- 215. Der Werwolfstein
- 216. Die Werwölfe ziehen aus
- 217. Der Drache fährt aus
- 218. Winkelried und der Lindwurm
- 219. Der Lindwurm am Brunnen
- 220. Das Drachenloch
- 221. Die Schlangenkönigin
- 222. Die Jungfrau im Oselberg
- 223. Der Krötenstuhl
- 224. Die Wiesenjungfrau
- 225. Das Niesen im Wasser
- 226. Die arme Seele
- 227. Die verfluchte Jungfer
- 228. Das Fräulein von Staufenberg
- 229. Der Jungfernstein
- 230. Das steinerne Brautbett
- 231. Zum Stehen verwünscht
- 232. Die Bauern zu Kolbeck
- 233. Der heilige Sonntag
- 234. Frau Hütt
- 235. Der Kindelsberg
- 236. Die Semmelschuhe
- 237. Der Erdfall bei Hochstädt
- 238. Die Brotschuhe
- 239. Das taube Korn
- 240. Der Frauensand
- 241. Brot zu Stein geworden
- 242. Der Binger Mäuseturm
- 243. Das Bubenried
- 244. Kindelbrück
- 245. Die Kinder zu Hameln
- 246. Der Rattenfänger
- 247. Der Schlangenfänger
- 248. Das Mäuselein
- 249. Der ausgehende Rauch
- 250. Die Katze aus dem Weidenbaum
- 251. Wetter und Hagel machen
- 252. Der Hexentanz
- 253. Die Weinreben und Nasen
- 254. Festhängen
- 255. Das Nothemd
- 256. Fest gemacht
- 257. Der sichere Schuß
- 258. Der herumziehende Jäger
- 259. Doppelte Gestalt
- 260. Gespenst als Eheweib
- 261. Tod des Erstgeborenen
- 262. Der Knabe zu Kolmar
- 263. Tod des Domherrn zu Merseburg
- 264. Die Lilie im Kloster zu Korvei
- 265. Rebundus im Dom zu Lübeck
- 266. Glocke läutet von selbst
- 267. Todesgespenst
- 268. Frau Berta oder die weiße Frau
- 269. Die wilde Berta kommt
- 270. Der Türst, das Posterli und die Sträggele
- 271. Der Nachtjäger und die Rüttelweiber
- 272. Der Mann mit dem Schlackhut
- 273. Der graue Hockelmann
- 274. Chimmeke in Pommern
- 275. Der Krischer
- 276. Die überschiffenden Mönche
- 277. Der Irrwisch
- 278. Die feurigen Wagen
- 279. Räderberg
- 280. Die Lichter auf Hellebarden
- 281. Das Wafeln
- 282. Weberndes Flammenschloß
- 283. Der Feuerberg
- 284. Der feurige Mann
- 285. Die verwünschten Landmesser
- 286. Der verrückte Grenzstein
- 287. Der Grenzstreit
- 288. Der Grenzlauf
- 289. Die Alpschlacht
- 290. Der Stein bei Wenthusen
- 291. Die Altenberger Kirche
- 292. Der König im Lauenburger Berg
- 293. Der Schwanberg
- 294. Der Robbedisser Brunn
- 295. Bamberger Waage
- 296. Kaiser Friedrich zu Kaiserslautern
- 297. Der Hirt auf dem Kyffhäuser
- 298. Die drei Telle
- 299. Das Bergmännchen
- 300. Die Zirbelnüsse
- 301. Das Paradies der Tiere
- 302. Der Gemsjäger
- 303. Die Zwerglöcher
- 304. Der Zwerg und die Wunderblume
- 305. Der Nix an der Kelle
- 306. Schwarzach
- 307. Die drei Jungfern aus dem See
- 308. Der tote Bräutigam
- 309. Der ewige Jäger
- 310. Hans Jagenteufel
- 311. Des Hackelnberg Traum
- 312. Die Tut-Osel
- 313. Die schwarzen Reiter und das Handpferd
- 314. Der getreue Eckhart
- 315. Das Fräulein vom Willberg
- 316. Der Schäfer und der Alte aus dem Berg
- 317. Jungfrau Ilse
- 318. Die Heidenjungfrau zu Glatz
- 319. Der Roßtrapp und der Kreetpfuhl
- 320. Der Mägdesprung
- 321. Der Jungfernsprung
- 322. Der Harrassprung
- 323. Der Riese Hidde
- 324. Das Ilefelder Nadelöhr
- 325. Die Riesen zu Lichtenberg
- 326. Das Hünenblut
- 327. Es rauscht im Hünengrab
- 328. Tote aus den Gräbern wehren dem Feind
- 329. Hans Heilings Felsen
- 330. Die Jungfrau mit dem Bart
- 331. Die weiße Jungfrau zu Schwanau
- 332. Schwarzkopf und Seeburg am Mummelsee
- 333. Der Krämer und die Maus
- 334. Die drei Schatzgräber
- 335. Einladung vor Gottes Gericht
- 336. Gäste vom Galgen
- 337. Teufelsbrücke
- 338. Die zwölf Johannesse
- 339. Teufelsgraben
- 340. Der Kreuzliberg
- 341. Die Pferde aus dem Bodenloch
- 342. Zusammenkunft der Toten
- 343. Das weissagende Vöglein
- 344. Der Ewige Jud auf dem Mutterhorn
- 345. Der Kessel mit Butter
- 346. Trauerweide
- 347. Das Christusbild zu Wittenberg
- 348. Das Muttergottesbild am Felsen
- 349. Das Gnadenbild aus dem Lärchenstock zu Waldrast
- 350. Ochsen zeigen die heilige Stätte
- 351. Notburga
- 352. Mauerkalk mit Wein gelöscht
- 353. Der Judenstein
- 354. Das von den Juden getötete Mägdlein
- 355. Die vier Hufeisen
- 356. Der Altar zu Seefeld
- 357. Der Sterbensstein
- 358. Sündliche Liebe
- 359. Der Schweidnitzer Ratsmann
- 360. Regenbogen über Verurteilten
- 361. Gott weint mit dem Unschuldigen
- 362. Gottes Speise
- 363. Die drei Alten

### Band 2
- 364. Der heilige Salzfluß
- 365. Der heilige See der Hertha
- 366. Der heilige Wald der Semnonen
- 367. Die Wanderung der Ansivaren
- 368. Die Seefahrt der Usipier
- 369. Wanderung der Goten
- 370. Die eingefallene Brücke
- 371. Warum die Goten in Griechenland eingebrochen
- 372. Fridigern
- 373. Des Königs Grab
- 374. Athaulfs Tod
- 375. Die Trullen
- 376. Sage von Gelimer
- 377. Gelimer in silberner Kette
- 378. Ursprung der Hunnen
- 379. Die Einwanderung der Hunnen
- 380. Sage von den Hunnen
- 381. Das Kriegsschwert
- 382. Die Störche
- 383. Der Fisch auf der Tafel
- 384. Theoderichs Seele
- 385. Urajas und Ildebad
- 386. Totila versucht den Heiligen
- 387. Der blinde Sabinus
- 388. Der Ausgang der Langobarden
- 389. Der Langobarden Ausgang
- 390. Sage von Gambara und den Langbärten
- 391. Die Langobarden und Aßipiter
- 392. Die sieben schlafenden Männer in der Höhle
- 393. Der Knabe im Fischteich
- 394. Lamissio und die Amazonen[3]
- 395. Sage von Rodulf und Rumetrud
- 396. Alboin wird dem Audoin tischfähig
- 397. Ankunft der Langobarden in Italien
- 398. Alboin gewinnt Ticinum
- 399. Alboin betrachtet sich Italien[4]
- 400. Alboin und Rosimund
- 401. Rosimund, Helmichis und Peredeo
- 402. Sage vom König Authari
- 403. Autharis Säule[5]
- 404. Agilulf und Theudelind
- 405. Theodelind und das Meerwunder
- 406. Romhild und Grimoald der Knabe
- 407. Leupichis entflieht
- 408. Die Fliege vor dem Fenster
- 409. König Liutprands Füße
- 410. Der Vogel auf dem Speer
- 411. Aistulfs Geburt[6]
- 412. Walter im Kloster
- 413. Ursprung der Sachsen
- 414. Abkunft der Sachsen
- 415. Herkunft der Sachsen
- 416. Die Sachsen und die Thüringer
- 417. Ankunft der Angeln und Sachsen
- 418. Ankunft der Pikten
- 419. Die Sachsen erbauen Ochsenburg
- 420. Haß zwischen den Sachsen und Schwaben
- 421. Herkunft der Schwaben
- 422. Abkunft der Bayern
- 423. Herkunft der Franken
- 424. Die Merowinger
- 425. Childerich und Basina
- 426. Der Kirchenkrug
- 427. Remig umgeht sein Land
- 428. Remig verjagt die Feuersbrunst
- 429. Des Remigs Teil vom Wasichenwald
- 430. Krothilds Verlobung
- 431. Die Schere und das Schwert
- 432. Sage von Attalus, dem Pferdeknecht, und Leo
- 433. Der schlafende König
- 434. Der kommende Wald und die klingenden Schellen
- 435. Chlotars Sieg über die Sachsen
- 436. Das Grab der Heiligen
- 437. Sankt Arbogast
- 438. Dagobert und Sankt Florentius
- 439. Dagoberts Seele im Schiff
- 440. Dagobert und seine Hunde
- 441. Die zwei gleichen Söhne
- 442. Hildegard
- 443. Der Hahnenkampf
- 444. Karls Heimkehr aus Ungerland
- 445. Der Hirsch zu Magdeburg
- 446. Der lombardische Spielmann
- 447. Der eiserne Karl
- 448. Karl belagerte Pavia
- 449. Adelgis
- 450. Von König Karl und den Friesen
- 451. Radbot läßt sich nicht taufen
- 452. Des Teufels goldnes Haus
- 453. Wittekinds Taufe
- 454. Wittekinds Flucht[7]
- 455. Erbauung Frankfurts
- 456. Warum die Schwaben dem Reich vorfechten
- 457. Eginhart und Emma
- 458. Der Ring im See bei Aachen
- 459. Der Kaiser und die Schlange
- 460. König Karl
- 461. Der schlafende Landsknecht
- 462. Kaiser Ludwig bauet Hildesheim
- 463. Der Rosenstrauch zu Hildesheim
- 464. König Ludwigs Rippe klappt
- 465. Die Königin im Wachshemd
- 466. Königin Adelheid
- 467. König Karl sieht seine Vorfahren in der Hölle und im Paradies
- 468. Adalbert von Babenberg
- 469. Herzog Heinrich und die goldne Halskette
- 470. Kaiser Heinrich der Vogeler
- 471. Der kühne Kurzbold
- 472. Otto mit dem Bart
- 473. Der Schuster zu Lauingen
- 474. Das Rad im Mainzer Wappen
- 475. Der Rammelsberg
- 476. Die Grafen von Eberstein
- 477. Otto läßt sich nicht schlagen
- 478. König Otto in Lamparten
- 479. Der unschuldige Ritter
- 480. Kaiser Otto hält Witwen- und Waisengericht
- 481. Otto III. in Karls Grabe
- 482. Die heilige Kunigund
- 483. Der Dom zu Bamberg
- 484. Taube sagt den Feind an
- 485. Der Kelch mit der Scharte
- 486. Sage von Kaiser Heinrich III
- 487. Der Teufelsturm am Donaustrudel
- 488. Quedl, das Hündlein
- 489. Sage vom Schüler Hildebrand
- 490. Der Knoblauchskönig
- 491. Kaiser Heinrich versucht die Kaiserin
- 492. Graf Hoyer von Mansfeld
- 493. Die Weiber zu Weinsperg
- 494. Der verlorene Kaiser Friedrich
- 495. Albertus Magnus und Kaiser Wilhelm
- 496. Kaiser Maximilian und Maria von Burgund
- 497. Sage von Adelger zu Bayern
- 498. Die treulose Störchin
- 499. Herzog Heinrich in Bayern hält reine Straße
- 500. Diez Schwinburg
- 501. Der geschundene Wolf
- 502. Die Gretlmühl
- 503. Herzog Friedrich und Leopold von Österreich
- 504. Der Markgräfin Schleier
- 505. Der Brennberger (erste Sage)
- 506. Der Brennberger (zweite Sage)
- 507. Schreckenwalds Rosengarten
- 508. Margareta Maultasch
- 509. Dietrichstein in Kärnten
- 510. Die Maultasch-Schutt
- 511. Radbod von Habsburg
- 512. Rudolf von Strättlingen
- 513. Idda von Toggenburg
- 514. Auswanderung der Schweizer
- 515. Die Ochsen auf dem Acker zu Melchtal
- 516. Der Landvogt im Bad
- 517. Der Bund in Rütli
- 518. Wilhelm Tell
- 519. Der Knabe erzählt's dem Ofen
- 520. Der Luzerner Harschhörner
- 521. Ursprung der Welfen
- 522. Welfen und Giblinger
- 523. Herzog Bundus, genannt der Wolf
- 524. Heinrich mit dem güldenen Wagen
- 525. Heinrich mit dem goldenen Pfluge
- 526. Heinrich der Löwe
- 527. Ursprung der Zähringer
- 528. Herr Peter Dimringer von Staufenberg
- 529. Des edlen Möringers Wallfahrt
- 530. Graf Hubert von Calw
- 531. Udalrich und Wendilgart und der ungeborne Burkard
- 532. Stiftung des Klosters Wettenhausen
- 533. Ritter Ulrich, Dienstmann zu Wirtenberg
- 534. Freiherr Albrecht von Simmern
- 535. Andreas von Sangerwitz, Komtur auf Christburg
- 536. Der Virdunger Bürger
- 537. Der Mann im Pflug
- 538. Siegfried und Genofeva
- 539. Karl Ynach, Salvius Brabon und Frau Schwan
- 540. Der Ritter mit dem Schwan
- 541. Das Schwanschiff am Rhein
- 542. Lohengrin zu Brabant
- 543. Loherangrins Ende in Lothringen
- 544. Der Schwanritter
- 545. Der gute Gerhard Schwan
- 546. Die Schwanringe zu Plesse
- 547. Das Oldenburger Horn
- 548. Friedrich von Oldenburg
- 549. Die neun Kinder
- 550. Amalaberga von Thüringen
- 551. Sage von Irminfried, Iring und Dieterich
- 552. Das Jagen im fremden Walde
- 553. Wie Ludwig Wartburg überkommen
- 554. Ludwig der Springer
- 555. Reinhartsbrunn
- 556. Der hartgeschmiedete Landgraf
- 557. Ludwig ackert mit seinen Adligen
- 558. Ludwig baut eine Mauer
- 559. Ludwigs Leichnam wird getragen
- 560. Wie es um Ludwigs Seele geschaffen war
- 561. Der Wartburger Krieg
- 562. Doktor Luther zu Wartburg
- 563. Die Vermählung der Kinder Ludwig und Elisabeth
- 564. Heinrich das Kind von Brabant
- 565. Frau Sophiens Handschuh
- 566. Friedrich mit dem gebissenen Backen
- 567. Markgraf Friedrich läßt seine Tochter säugen
- 568. Otto der Schütze
- 569. Landgraf Philips und die Bauersfrau
- 570. In Ketten aufhängen
- 571. Landgraf Moritz von Hessen
- 572. Brot und Salz segnet Gott
- 573. Nidda
- 574. Ursprung der von Malsburg
- 575. Ursprung der Grafen von Mansfeld
- 576. Henneberg
- 577. Die acht Brunos
- 578. Die Eselswiese
- 579. Thalmann von Lunderstedt
- 580. Hermann von Treffurt
- 581. Der Graf von Gleichen
- 582. Hungersnot im Grabfeld
- 583. Der Kroppenstedter Vorrat
- 584. So viel Kinder als Tag' im Jahr
- 585. Die Gräfin von Orlamünde